# Đi tìm đứa con trai
Đi tìm đứa con trai (tiếng Gruzia: ჯარისკაცის მამა, tiếng Nga: Отец солдата/Cha của một người lính) là một bộ phim tâm lý - chiến tranh, có phần khôi hài của đạo diễn Rezo Chkheidze với bối cảnh là cuộc chiến tranh Vệ quốc 1941 - 1945.

## Diễn viên
- Sergo Zaqariadze... Giorgi Makharashvili
- Vladimir Privaltsev... Nikiforov
- Aleksandr Nazarov... Arkady
- Aleksandr Lebedev
- Yury Drozdov... Vova
- Vladimir Kolokoltsev... Grisha
- Viktor Uralsky... Pachua
- Qetevan Bochorishvili... Tamari (vợ Giorgi)
- Vladimir Pitsek
- Pyotr Lyubeshkin
- Nikolai Barmin
- Inna Vykhodtseva
- Yelena Maksimova
- Roman Vildan
- Radner Muratov
- Bondo Goginava
- Viktor Mizin
- I.Nizharadze
- Valentin Kulik
- L.Zgvauri
- Gizhuri Kobakhidze
- A.Startsev
- Irakli Qoqrashvili
- F.Stepun
- Ivan Kosykh... Akhmed
- Viktor Kosykh
- I.Kvitaishvili
- Tatyana Sapozhnikova
- Vyacheslav Zharikov

## Ê-kíp
- Âm nhạc: Sulkhan Tsintsadze
- Dựng phim: Archil Pilipashvili, Lev Sukhov
- Biên tập: Vasily Dolenko
- Chỉ đạo nghệ thuật: Nika Kazbegi, Zura Medzmariashvili

## Vinh danh
- Giải thưởng Diễn viên nam chính xuất sắc nhất (Sergo Zaqariadze) - Liên hoan phim Quốc tế Moskva, 1965
- Giải thưởng của Đoàn Thanh niên Cộng sản Lenin (Sergo Zaqariadze), 1965
- Giải thưởng Lenin (Sergo Zaqariadze), 1966